# 內田站
內田站（日语：／ Uchida eki */?）是位於福岡縣田川郡赤村大字内田2417番2號，平成筑豐鐵道的田川線車站。車站編號為HC19。此站與平成筑豐鐵道接管前的内田信號站不同位置。

## 歷史
- 1990年（平成2年）4月1日 - 車站啟用。

## 車站構造
車站是一座地面車站，設有1面1線的單式月台。此站是無人車站。

## 使用狀況
- 在2018年度，1日平均上落車人次為34人[1]。
- 在2019年度，1日平均上落車人次為30人[1]。

## 車站周邊
車站周邊設有樹林與農田。
- 福岡縣道418號英彥山香春線（日语：福岡県道418号英彦山香春線）
- 特別養護老人之家青樂園
- 內田三連橋樑（日语：内田三連橋梁） - 登錄有形文化財。距離此站最近。
- 田川地區水道企業團

## 相鄰車站
平成筑豐鐵道
田川線
赤（HC20）－內田（HC19）－柿下溫泉口（HC18）

## 注腳
1. 1 2 3  鉄道を未来につなぐために（令和元年度版） ︳ へいちくネット（平成筑豊鉄道）（日語） 各站上落人次調査結果

## 外部連結
- 內田站 （页面存档备份，存于）（日語）（平成筑豐鐵道沿線情報網站）